# ستايسي فيريرا
ستايسي فيريرا (بالإنجليزية: Stacey Ferreira)‏ هي رائدة أعمال ومؤلفة أمريكية، ولدت في 11 سبتمبر 1992 في سكوتسديل في الولايات المتحدة. شاركت في تأسيس تطبيقات من بينها Forge وتشغل منصب الرئيس التنفيذي للشركة.